# Gomphurus modestus
Gomphurus modestus is een echte libel uit de familie van de rombouten (Gomphidae).
De wetenschappelijke naam van de soort werd in 1942 als Gomphus modestus gepubliceerd door James George Needham.
De soort staat op de Rode Lijst van de IUCN als niet bedreigd, beoordelingsjaar 2006, de trend van de populatie is volgens de IUCN stabiel.